# 图尔茜·加巴德
图尔茜·加巴德（/ˈtʌlsi ˈɡæbərd/；1981年4月12日—），美国政治人物和美國陸軍預備役中校，現任國家情報總監。她於2012年至2021年代表夏威夷州第二國會選區擔任聯邦众议员，是第一个信仰印度教和第一个萨摩亚裔美国国会议员，亦曾參选2020年美国总统选举民主党初选。加巴德於2022年退出民主黨，並於2024年加入共和黨。
她称自己在政权更替效果不佳的戰爭问题上是鴿派，然而在反恐问题上是鹰派，特別是伊斯蘭恐怖主義。在2023年10月7日哈馬斯襲擊以色列之後，加巴德支持以色列並譴責哈馬斯，她稱美國的親巴勒斯坦抗議者是「激進伊斯蘭組織的傀儡」並反對加薩戰事停火，而她在上傳到YouTube的採訪中稱哈馬斯「需要在軍事和意識形態上被擊敗」。加巴德大部份的政治立場都是作為民主黨黨員時期提出的，包括部份爭議性的外交立場，並在2024年加入共和黨後備受民主黨質疑。加巴德在2021年結束聯邦众议员任期後，她的立場開始接近共和黨，傾向更加保守和右傾的態度，例如墮胎、外交政策、LGBTQ權益和邊境安全等議題上。
加巴德自2023年起是美軍預備役第440民政營的指揮官。

## 早年生活与教育
图尔茜·加巴德於1981年4月12日出生在美屬薩摩亞主島圖圖伊拉的马奥普塔斯县莱洛阿洛亚。她是卡罗尔·加巴德（Carol (née Porter) Gabbard）和麦克·加巴德（Mike Gabbard）所生五個孩子中的第四個。1983年，當图尔西兩歲時，她的家人搬到夏威夷，他們在1970年代後期曾住在夏威夷。
加巴德有歐洲和薩摩亞血統，在一個多元文化的家庭中長大。她母親出生在印第安那州，在密歇根州長大。她的父親出生在美屬薩摩亞，小時候住在夏威夷和佛羅里達；他有薩摩亞和歐洲血統。搬到夏威夷後，加巴德的母親對印度教產生了興趣，並給她所有的孩子取了印度教的名字。加巴德的梵文名字是「Tulsi」，是聖羅勒(Ocimum tenuiflorum) 的意思，被視為女神 Tulasi 在世上的化身。
加巴德在夏威夷長大，她的童年包括衝浪、武術和瑜珈。她也從古籍《薄伽梵歌》中學習了因果報應等靈性原則。她的成長部分受教於身份科学基金会(SIF)，這是一個毗湿奴派印度教組織，與國際奎師那意識協會(ISKCON) 有聯繫。加巴德在家中接受了幾年的高中教育，並在菲律賓的一所女子寄宿學校就讀了兩年。加巴德在青少年時期開始信奉印度教。
加巴德早年曾在多個組織工作，包括她父親在911襲擊後成立的为美国站起来 (SUFA)，以及反同性戀婚姻政治行動委員會传统婚姻和价值观联盟（The Alliance for Traditional Marriage and Values），該委員會成立的目的是要通過一項修正案，賦予夏威夷州立法機關「保留異性夫婦婚姻」的權力，她從1998年至2004年一直參與該委員會的工作。她還擔任過健康夏威夷联盟（The Healthy Hawai'i Coalition）的教育工作者，該組織提倡保護夏威夷的自然環境。
2002年，加巴德在擔任自營武術教練期間，從學習電視製作的利沃德社区学院（Leeward Community College）退學，成功競選夏威夷眾議員，成為有史以來最年輕的女性美國州議員。2009年，加巴德畢業於夏威夷太平洋大學，取得工商管理理學士學位，主修國際商務。

### 參軍

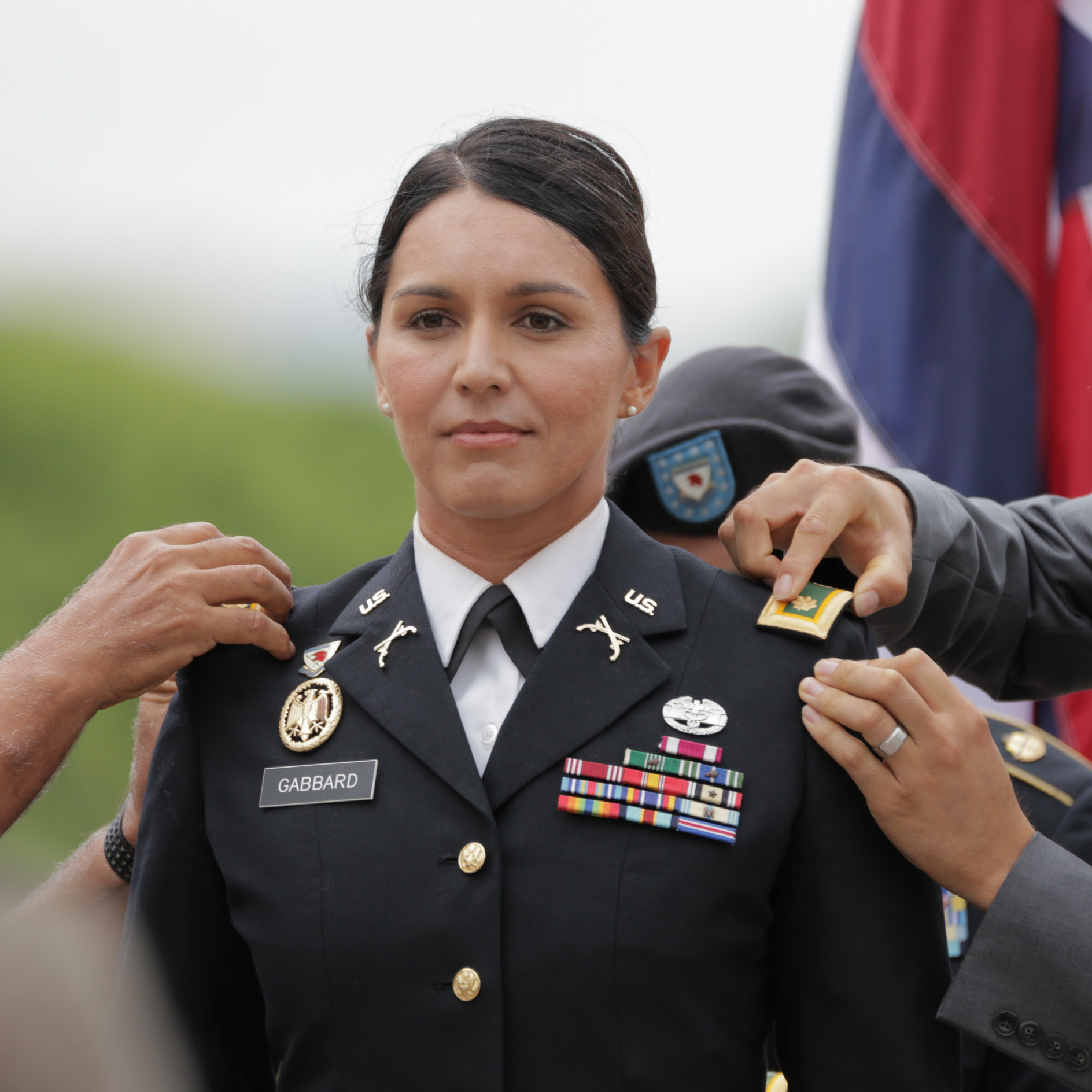
2015年10月12日，加巴德出席晉升少校的儀式

2004年－2005年，加巴德在驻伊拉克的夏威夷陆军国民警卫队野战医疗队服役；2008年－2009年，派驻科威特，担任陆军宪兵排长。2015年加巴德晉升為少校。2020年，她改隸美國陸軍預備役並在2021年晉升為中校，同時部署在非洲之角擔任民政官員。

## 政治生涯

### 檀香山市議員
2009年從中東回國後，加巴德競選檀香山市議會第6區席位，該席位由市議員羅德·譚空出，後者決定退休並競選檀香山市長。在11月2日的決選中，她以49.5%的選票當選。
加巴德推出了一項措施，透過放寬停車限制來幫助美食車供應商。她還提出了第54號法案，該措施授權城市工作人員沒收存放在公共財產上的個人物品，並提前24小時通知其所有者。在克服了美國公民自由聯盟和佔領夏威夷運動的反對後，第54號法案獲得通過並成為第1129號市條例。

### 聯邦眾議員

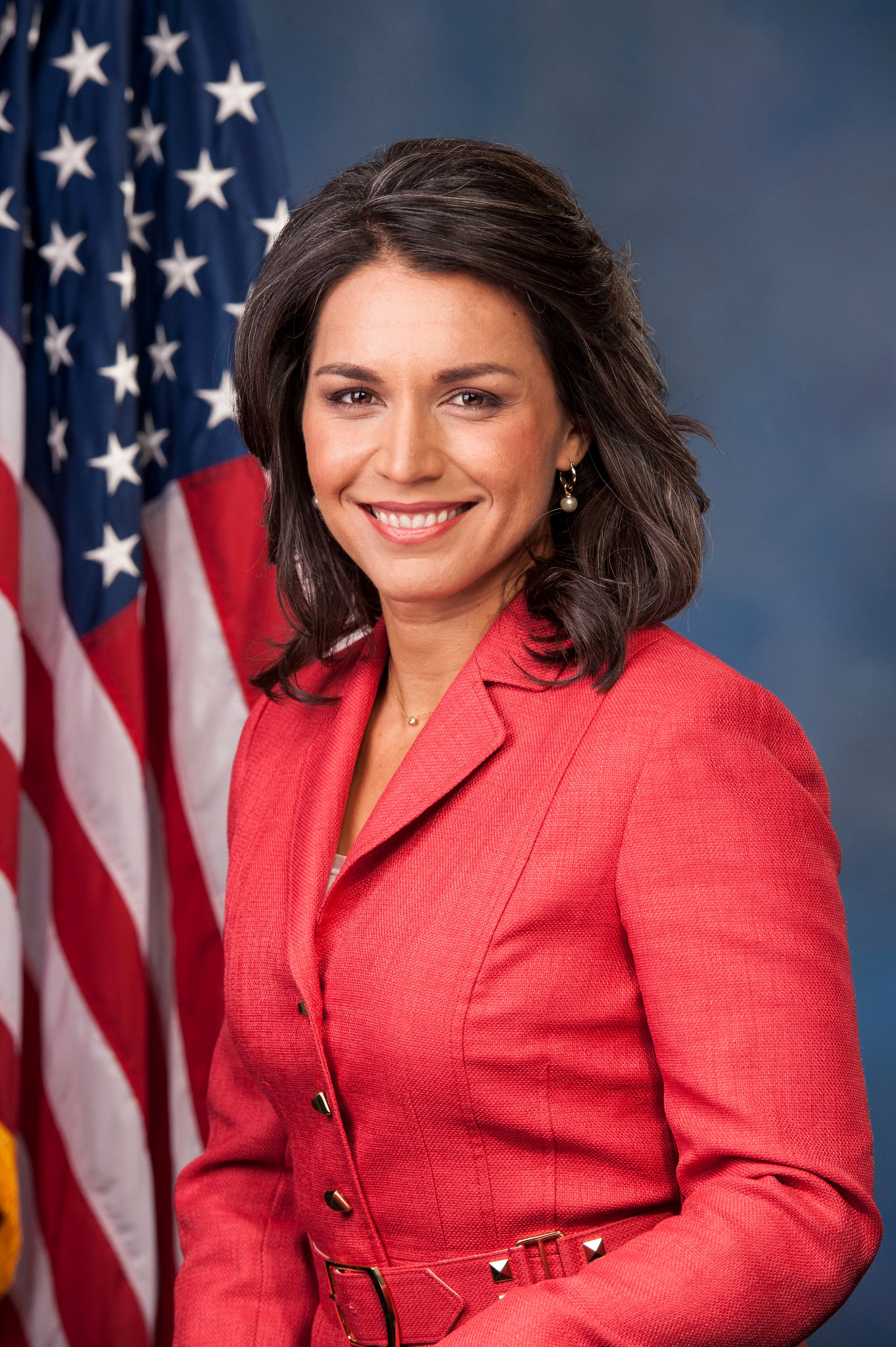
2013年的眾議員加巴德

2011年初，現任夏威夷第二國會選區的民主黨眾議員廣野慶子宣布在2012年美國參議院選舉競選參議員。2011年5月，加巴德宣布競選慶子的眾議院選區。檀香山民主黨市長穆菲·漢內曼是初選中最知名的候選人，但加巴德以62,882票（55%）獲勝；檀香山星广报稱她的勝利是「從一個遙遠的失敗者到勝利的不可思議崛起」。贏得初選後，加巴德於8月16日辭去市議會職務，「以便專注於她的國會競選活動」並避免舉行特別選舉的費用。
作為民主黨候選人，加巴德應眾議院少數黨領袖南希·佩洛西的邀請在北卡羅來納州夏洛特舉行的2012年民主黨全國代表大會上發表講話。正如在民主黨基本盤的夏威夷所預期的那樣，她於2012年美國眾議院選舉中贏得選區，擊敗共和黨候選人卡維卡·克勞利，成為第一位薩摩亞裔美國國會議員和第一位印度教國會議員。她隨後在2014年美國眾議院選舉、2016年美國眾議院選舉和2018年美國眾議院選舉中連任。
2013年3月，加巴德提出了《幫助英雄飛行法案》（Helping Heroes Fly Act），旨在改善重傷退伍軍人的機場安全檢查。此案在眾議院獲得通過了，並由總統奧巴馬簽署成為法律。
加巴德與參議員慶子一起提出了一項法案，向參加第二次世界大戰的菲律賓人和菲律賓裔美國退伍軍人授予國會金質獎章。該法案通過了眾議院，並於2016年12月由奧巴馬總統簽署成為法律。2015年11月，加巴德提出了《塔利亞法》，旨在防止軍事基地虐待和忽視兒童。該法案於2016年2月獲得眾議院通過，並於同年12月由奧巴馬總統簽署成為法律。
2018年，加巴德提出了《保護美國選舉法案》（Securing America's Election Act），該法案要求所有選區使用紙選票，以便在重新計票時產生可審計的紙本記錄。
2019年10月25日，加巴德以她競選民主黨總統初選為由，宣布她不會在2020年尋求連任眾議院議員。2020年10月，加巴德和共和黨眾議員馬特·蓋茨提出了一項法案，呼籲美國撤銷對愛德華·斯諾登的刑事指控。她與肯塔基州共和黨議員托馬斯·馬西提出了一項類似的法案，旨在確保朱利安·阿桑奇從英國監獄獲釋。
在她的第四個任期中，加巴德在武裝部隊情報小組委員會任職，該委員會負責管轄國防部與軍事情報、國家情報和反恐相關的項目，並承擔廣泛的情報相關職責。美国众议院军事委员会這個小組委員會的職責包括監督特種作戰部隊和情報行動領域的關鍵軍事活動，在加巴德在第116屆美國國會任職期間，該小組委員會被稱為“情報、新威脅和能力”小組委員會，第117屆美國國會更名為「情報與特種作戰」小組委員會。
作為情報小組委員會的成員，加巴德出席了幾次關於新興情報威脅的重要聽證會，包括2019年關於保護國家互聯網架構的會議，該會議討論了來自對手的網絡威脅，並收到了情報界關於網路間諜活動的意見。在2020年關於人工智能的另一場聽證會上，委員會討論了對由強大數據分析支援的先進戰鬥管理系統的投入以及戰爭的未來。委員會成員也聽取了國防部的行動和情報監督簡報。

### 民主党全国委员会副主席

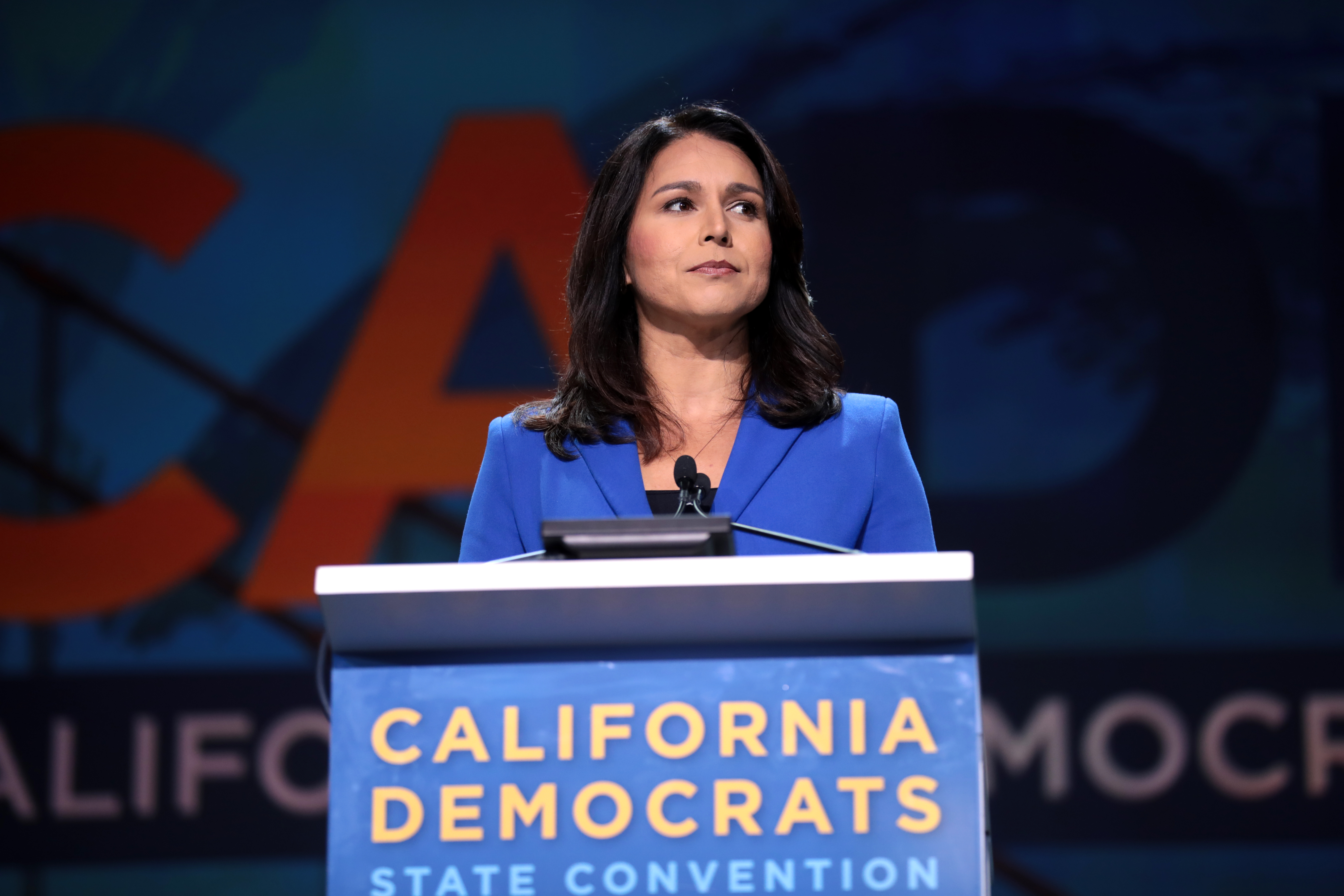
加巴德競選民主黨總統初選（2019年）

2013年1月22日，加巴德當選民主黨全國委員會副主席，任期為四年。后来，她辞职并加入联邦参议员伯尼·桑德斯2016年美国总统选举民主党初选的竞选活动。加巴德被指定為桑德斯在加利福尼亞州的副總統競選搭檔，以支持他的任何補選票。2016年美國總統選舉中，明尼蘇達州一位失信選舉人將桑德斯選為總統，加巴德選為副總統，但根據明尼蘇達州法律，該選舉人立即被遵循程序的人取代，投票給民主黨總統副總統候選人希拉里·克林頓和蒂姆·凯恩。

### 卸任後

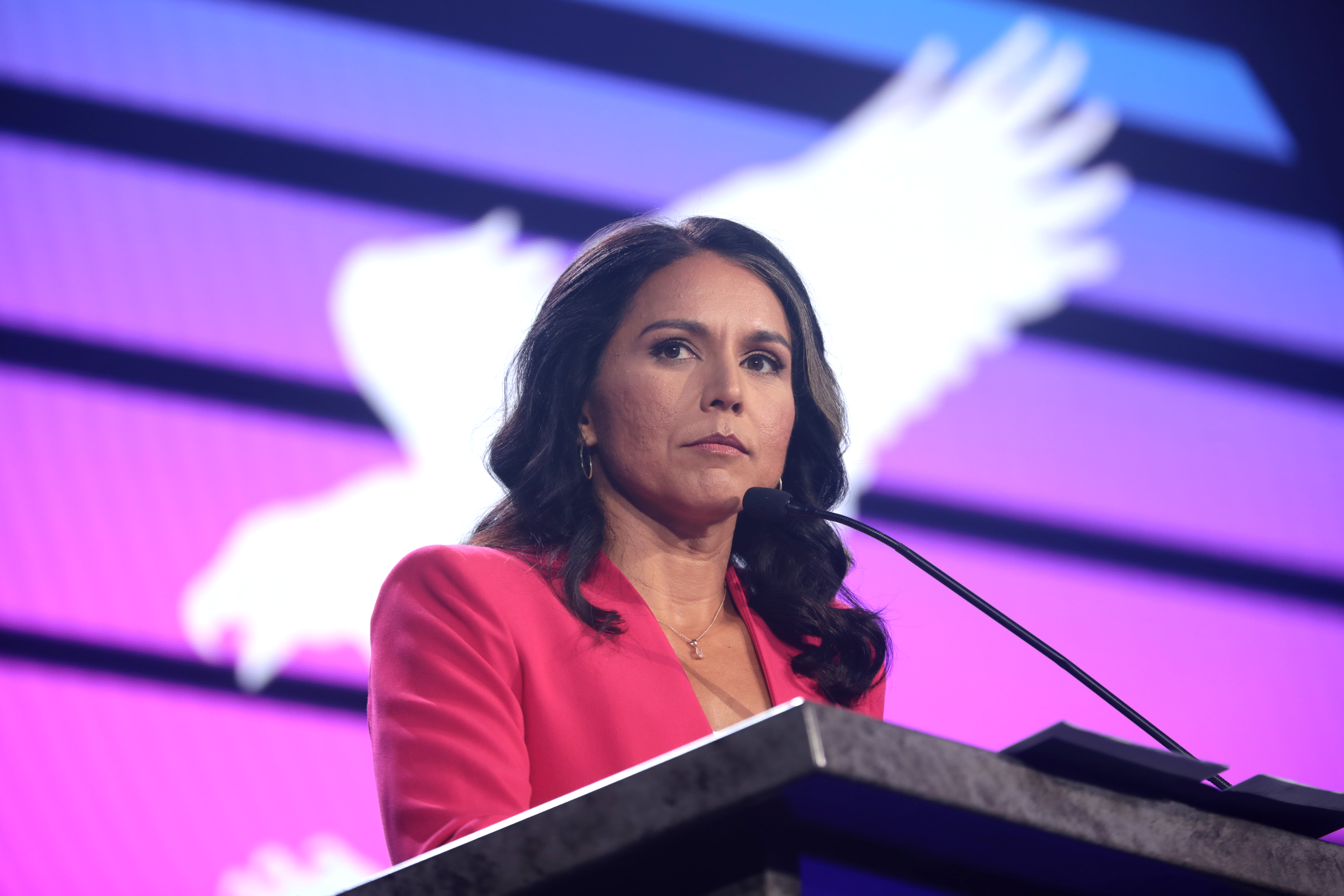
加巴德出席2022年8月美國青年爭取自由的「2022年革命」活動

2021年1月，加巴德卸任眾議員後推出了自己的播客，名為「This is Tulsi Gabbard」。離開國會後，她還多次出現在福克斯新聞節目中，批評眾議院議長南希·佩洛西和眾議員亞當·希夫等人物，稱後者為“國內恐怖分子”，因為她認為他在2021年国会山骚乱後，「試圖剝奪我們的公民自由和權利，以違反我們的憲法。」
2021年11月，她慶祝共和黨候選人格倫·楊金在2021年維珍尼亞州州長選舉中擊敗民主黨候選人泰瑞·麥考夫，並在推特上寫道：「麥考利夫的失敗是所有美國人的勝利」。2022年4月，她在保守派漢尼蒂節目中露面，表達了對佛羅裡達州公開辯論的《家長權利法案》的支持，並表示在她看來，該法案還不夠深入，因為它只涵蓋了K到3年級，而加巴德則認為該法案應該繼續下去直到12年級。（一年後，該州的一項後續法案延伸到12年級）2022年，加巴德在保守政治行動會議上發表講話，引起了夏威夷民主黨人的批評。

### 退出民主黨
2022年10月11日，加巴德在推特上宣布她將離開民主黨，指責民主黨領導層「懦弱覺醒、逆向種族主義、對有信仰和靈性的人懷有敵意，讓我們更接近核戰爭”。此後不久，加巴德在2022年中期選舉中支持了幾位川普支持的共和黨候選人並為其競選。她支持的候選人包括參議院候選人JD·萬斯以及亞利桑那州州長候選人卡麗·萊克。

### 加入共和黨

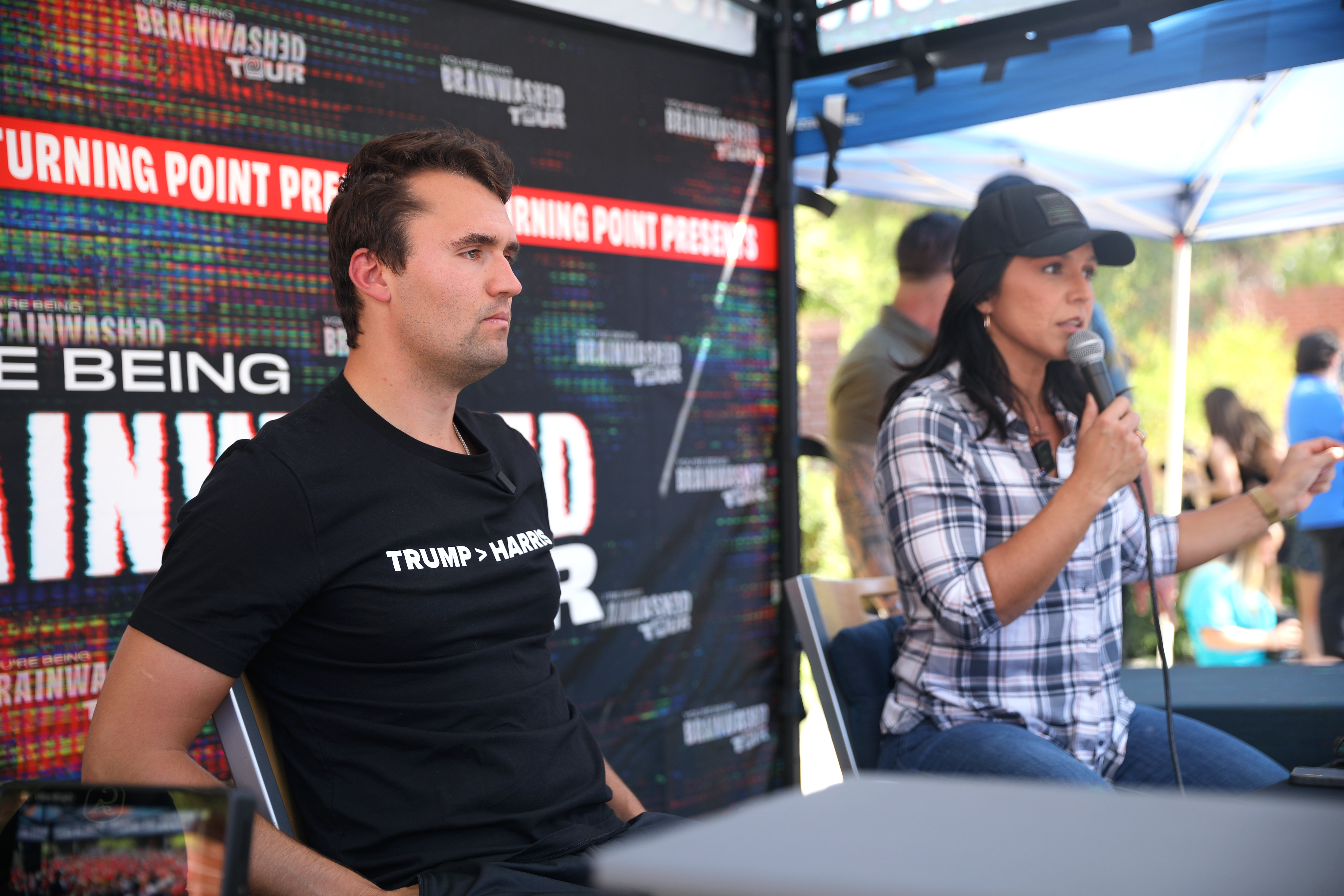
加巴德和保守派名嘴查理·科克在亞利桑那大學為川普和共和黨拉年青人票（2024年10月16日）

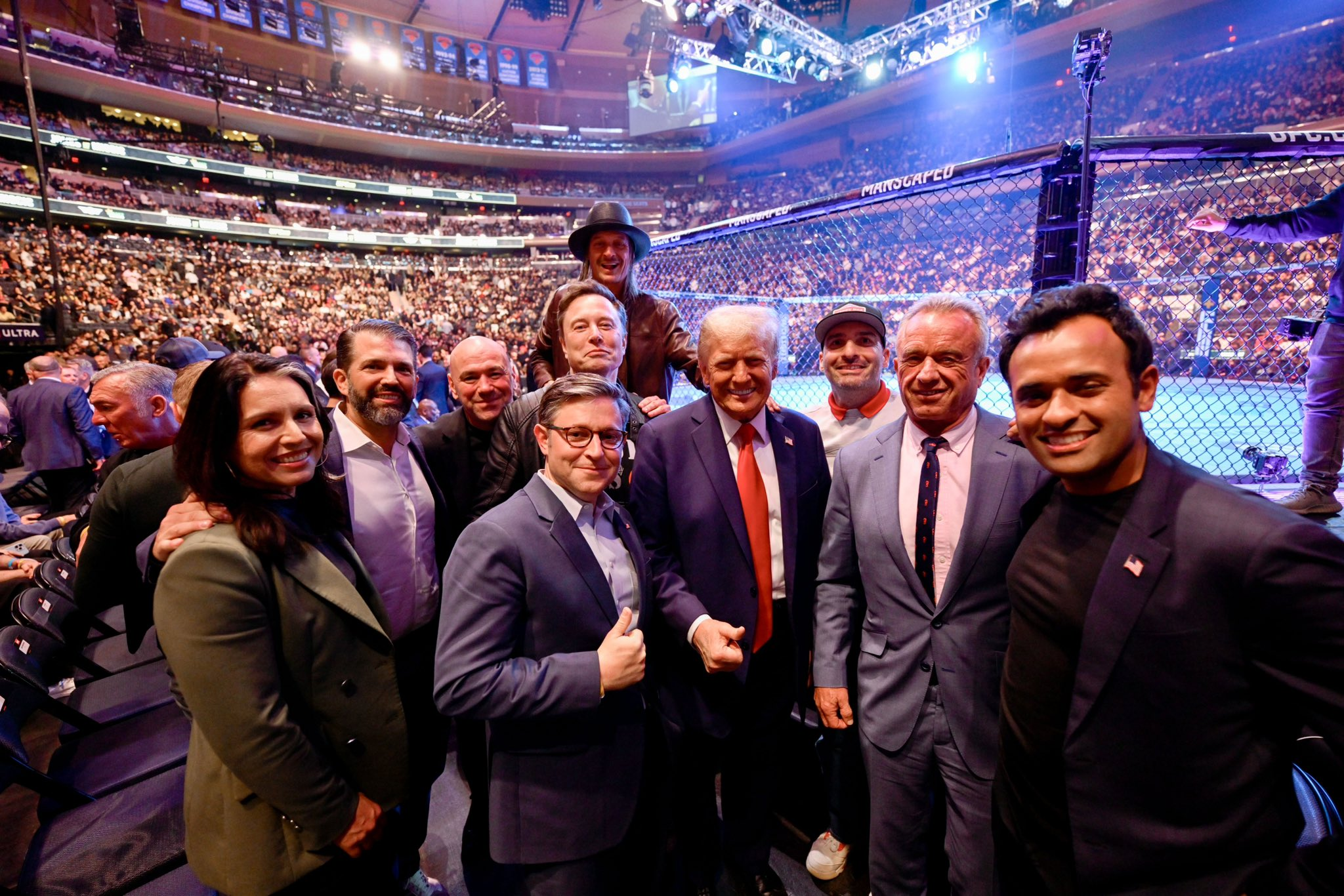
加巴德和美國當選總統川普、伊隆·馬斯克、小罗伯特·F·肯尼迪、眾議院議長邁克·約翰遜、維韋克·拉馬斯瓦米、小唐納德·特朗普、UFC總裁白大拿和歌手摇滚小子在2024年11月16日UFC的合照。

她也是2022年和2024年保守政治行動會議（CPAC）的特邀演講嘉賓。她因出席CPAC引發了人們對她作為潛在共和黨副總統候選人的猜測。在2024年3月6日接受福斯新聞採訪時，加巴德被直接問及擔任特朗普副總統的問題。她回答說：「我很榮幸能夠以這種方式為我們的國家服務，並能夠幫助川普總統...」2024年3月，加巴德被川普列為副總統的潛在選擇人選。
2024年8月26日，加巴德宣佈支持美國前總統及2024年美國總統大選共和黨總統候選人特朗普，並且加入特朗普的第二次總統過渡團隊。10月22日，加巴德正式加入共和黨。

## 國家情報總監

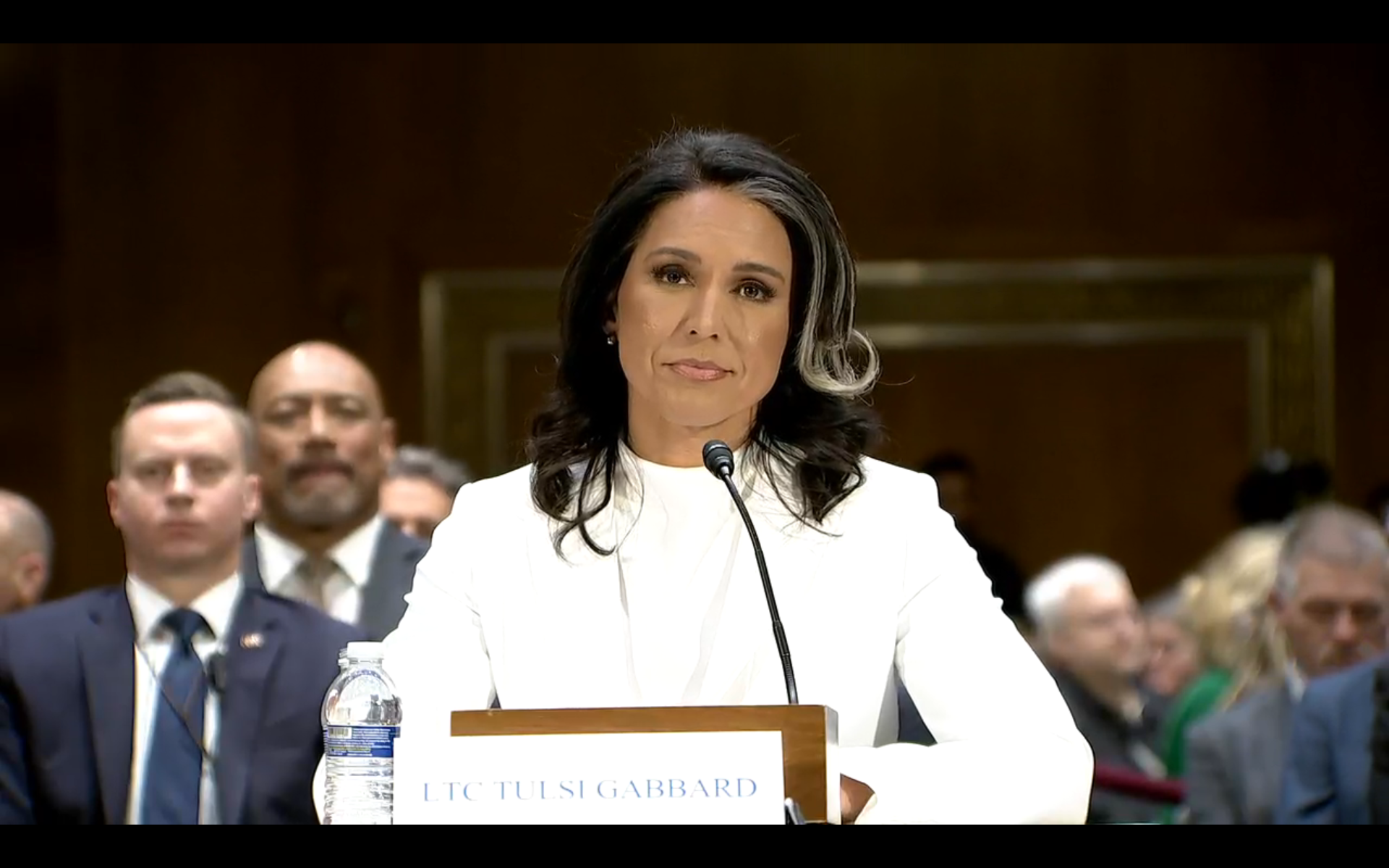
加巴德出席參議院情報特別委員會的聽證會（2025年1月30日）

2024年11月13日，美國當選總統特朗普宣布提名加巴德擔任國家情報總監。
該提名引起了不同反應，有些人以她的退伍軍人背景為由表示支持，而其他一些人則認為該提名存在爭議，她因缺乏情報領域的經驗以及在有爭議的外交立場而受到嚴厲批評。然而並非所有反應都符合黨派路線，奧巴馬總統第二任期內的美國國土安全部長傑·約翰遜發現這個提名很有趣。加巴德的提名得到了與她反對軍事干預、對情報機構改革與提高透明度和問責制的觀點一致的支持者。支持者認為，加巴德願意挑戰現狀並譴責情報界內部的腐敗，可能會帶來一個新的方向，將國家利益和責任置於根深蒂固的官僚利益之上。此外，有些人稱讚她獨立思考和願意承受政治壓力。
根據《紐約時報》報道，沒有證據顯示加巴德「曾經以任何方式與俄羅斯情報機構合作」。不願透露姓名的分析家和前官員觀察到，加巴德的反戰外交立場，特別是她主張減少對俄羅斯對抗的政策，與俄羅斯官媒經常的宣傳有相似之處。然而在2022年2月，加巴德公開表示反對俄羅斯對烏克蘭的軍事入侵行動。奧克拉荷馬州聯邦參議員馬克韋恩·馬林在CNN採訪中回擊媒體和民主黨對加巴德「通俄」的指控：“圖爾西·加巴德仍然是美國陸軍中校。她指揮著俄克拉荷馬州和密蘇裡州的預備役部隊。如果她受到了（外國勢力的）妥協，如果她無法通過背景調查，她就不會繼續留在軍隊了。”2024年12月，加巴德得到參議員及國務卿被提名人馬可·魯比奧支持。

### 任期

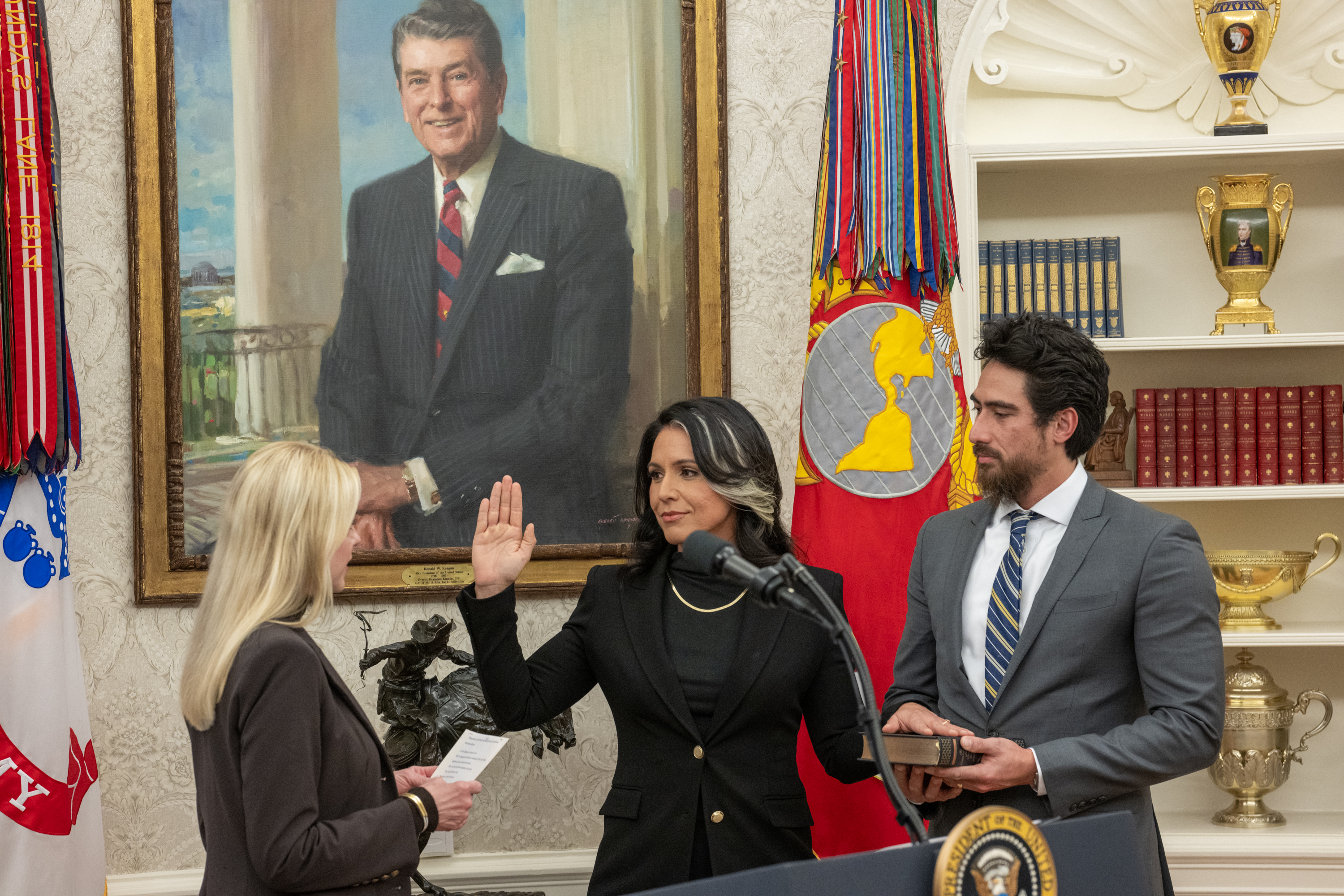
加巴德正式宣誓就任

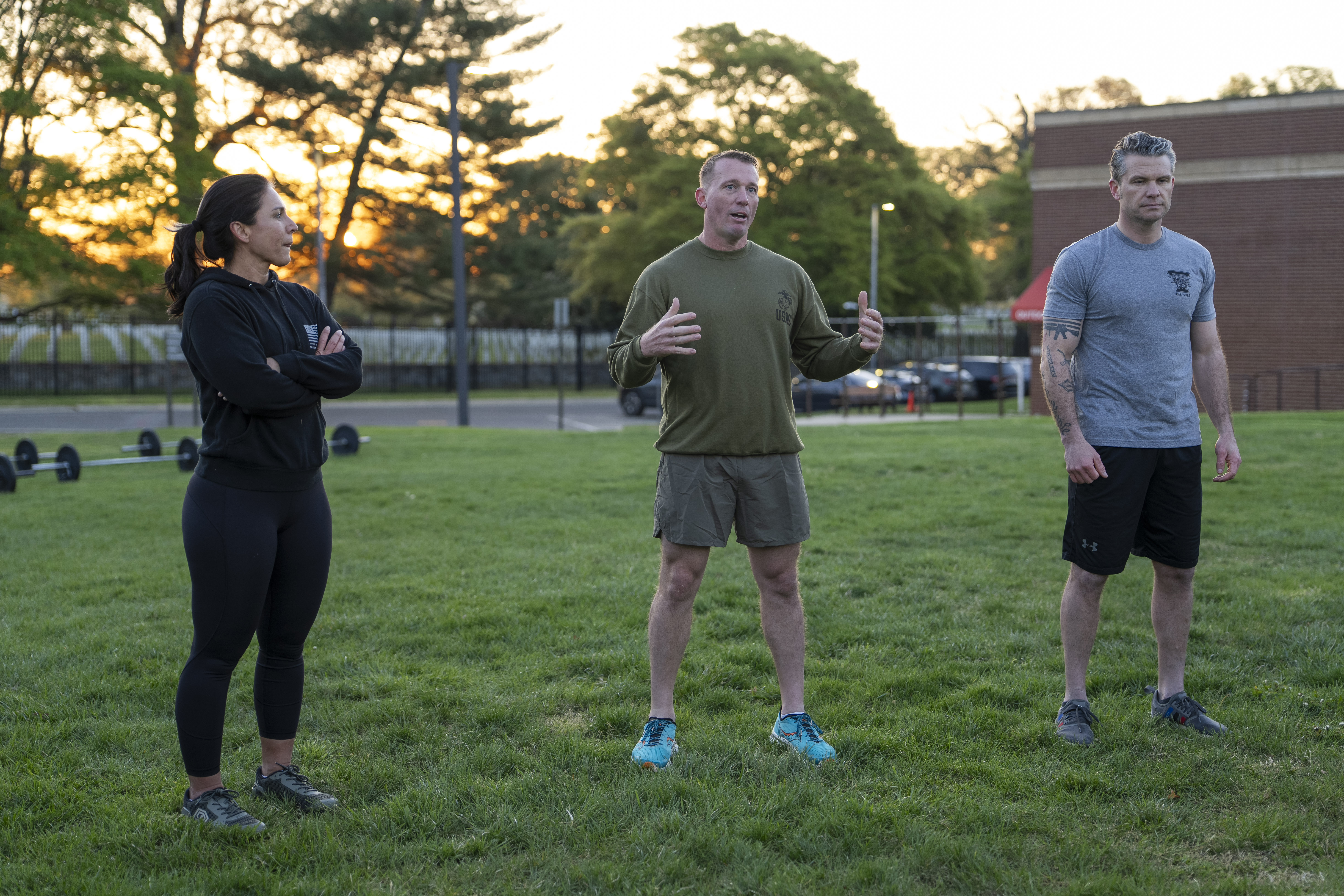
加巴德、達科塔·梅耶和國防部長皮特·赫格塞斯

2025年2月12日，參議院以52票對48票確認了加巴德，米奇·麥康諾是唯一一位共和黨參議員投下反對票。她於同日在美國總統特朗普和司法部長帕姆·邦迪監誓下正式就任國家情報總監。

## 政治立場
加巴德在2021年結束眾議員任期後，她的立場由溫和左派開始轉向採取了接近共和黨的更加保守和右傾態度，因此她的其他政治取向和立場亦有可能已經改變（尤其是2021年之後）。

### 反戰
加巴德一直直言不諱地捍衛其反戰的立場，她反对對外军事干涉主义的立場明顯，她批評“新自由主義/新保守主義的戰爭機器”正把美國捲入“適得其反而且浪費的外國戰爭”，指這些戰爭不單沒有讓美國變得更安全，反而會引起了世界各地對美國的仇恨，只會令美國更加危險。她指自己在反恐问题上是「鷹派」，但當涉及到政權更迭的戰爭及對外干預是則是「鴿派」。她明確反對新冷戰和核軍備競賽，指責美國民主黨與軍事工業複合體的緊密關係，鼓動發動戰爭來發「戰爭財」，浪費巨款及危害世界的和平及穩定。

### 毒品和刑事司法改革
加巴德形容美國的刑事司法系統“破碎”，她指美國的司法系統把吸食大麻的人送入監獄，但卻允許製藥公司銷售更具致命的鴉片類藥物，造成數千人死亡。加巴德曾表示如果她成為總統，她將“結束失敗的毒品戰爭，把大麻合法化，結束現金保釋，並禁止私人監獄”。加巴德支持參照葡萄牙的毒品非刑事化模式，呼籲對所有毒品進行合法化和監管。

### 社會
加巴德支持全民医疗保健计划。她共同发起制定《家庭带薪休假和医疗休假法案》，并支持实施无条件基本收入。2004年以前，她在夏威夷投票和游说反对同性婚姻；2012年，她为自己此前的立场公开道歉；她在2019年开始竞选总统后再次为此道歉。她反对军事干涉主义，并称自己在反恐问题上是“鹰派”。

### 移民
加巴德表示支持加強邊境安全，並與共和黨人一起投票支持審查伊拉克和敘利亞難民。然而，加巴德也支持為非法移民提供更容易獲得公民身份的途徑、增加技術移民以及向移民發放工作簽證。她表示支持開放的移民政策及接收難民，但必須加強對難民的身份審查及確保移民進入美國的合法性。她說如果專家認為有必要，她會對修建美墨邊界牆的提議持開放態度。

### 環境
加巴德曾於2016年抗議在北達科他州建設天然氣管道，因為管道的建設會嚴重破壞當地環境。
2019年，加巴德成功在當年度的國防授權法案上通過修正案，要求能源部重新審查美國在冷戰時在馬紹爾群島的核試驗是否造成環保污染，而且要求審查當地核廢料場有否洩漏。
加巴德曾表示支持綠色新政，但對立法的某些擬議版本及其包含核能的內容含糊不清表示擔憂。 她支持減少化石燃料，但支持核能。

### 外交

#### 以色列和巴勒斯坦
在2023年10月7日哈馬斯襲擊以色列之後，加巴德強烈支持以色列並譴責哈馬斯，稱其為伊斯蘭主義者恐怖組織。2023年11月，她參加了在華盛頓特區國家廣場舉行的 支持以色列遊行。她稱美國的親巴勒斯坦抗議者是「激進伊斯蘭組織的傀儡」並反對戰事加薩停火。在二月上傳到YouTube的採訪中，她稱哈馬斯是「需要在軍事和意識形態上被擊敗」。

#### 中東
2017年1月18日，加巴德前往敘利亞和黎巴嫩進行了為期一周的“實況調查”，期間加巴德會見了來自敘利亞和黎巴嫩的各種政治和宗教領袖，還與敘利亞總統巴沙爾·阿薩德進行了兩次計劃外的會談.。2017年4月，美國指責阿薩德對平民使用化學武器，其後對敘利亞發動軍事襲擊。然而，加巴德對這個說法表示懷疑。她支持聯合國進行調查，如果確實有化學武器國際刑事法院應起訴阿薩德，但反對美國在沒有確實證據下軍事介入。加巴德在2018年接受 The Nation 採訪時表示，美國自2011年以來一直在敘利亞發推翻阿薩德動政權更迭戰爭。她表示同意阿薩德是“一個殘暴的獨裁者。就像薩達姆一樣」，但這不能成為軍事干預的借口，因為就像初推翻薩達姆後伊拉克陷入長期內亂，推翻會阿薩德造成地區的動盪不安，加劇暴力及激進思想。
加巴德批評美國軍方2020年巴格達國際機場的空襲，空襲炸死了伊朗高級將軍卡西姆蘇萊曼尼。她指總統沒有通知國會及得到授權進行這一行為，已經違反了美國憲法，而且無故引起地區的緊張關係。

#### 納戈爾諾-卡拉巴赫問題
2017年，加巴德訪問了亞美尼亞和有爭議的分離地區納戈爾諾-卡拉巴赫，該地區由亞美尼亞人居住和統治，阿塞拜疆因此把加巴德列入黑名單。2020年10月，她指責北約盟友土耳其鼓勵和煽動亞美尼亞和阿塞拜疆在納戈爾諾-卡拉巴赫問題上的衝突。她聯名致信國務卿邁克·蓬佩奧，信中寫道：“我們寫信表達我們的深切關注阿塞拜疆對納戈爾諾-卡拉巴赫）的新一輪侵略以及與亞美尼亞發生更廣泛衝突的可能性。“加巴德表示，美國“必須敦促阿塞拜疆立即停止襲擊，並敦促土耳其停止直接通過使用其武裝部隊及其他代理人介入戰爭。加巴德呼籲美國參議院和唐納德特朗普總統正式承認 1915 年對亞美尼亞人的大規模屠殺是種族滅絕。

#### 俄烏戰爭
加巴德批評北約東擴和拜登政府對烏克蘭的政策，她指出拜登政府的強硬政策是俄羅斯入侵烏克蘭的原因之一。她批評美國沒有在實現和平停戰上付出力量，反而支援大量軍火令戰爭持續，加巴德表示“華盛頓權力精英”正試圖將烏克蘭變成另一個阿富汗，一場以烏克蘭人生命為代價的代理人戰爭。她還反對對俄羅斯實施經濟制裁，理由是美國人將遭受更高的石油和天然氣價格之苦。
烏克蘭安全局將加巴德列入黑名單，指加巴德為「俄羅斯的宣傳」。

#### 恐怖主義
加巴德在2013年至2017年間在福克斯新聞網絡上的 20 多次露面中批評奧巴馬政府“拒絕”說美國的“真正敵人”是“激進伊斯蘭教”或“伊斯蘭極端主義”。
2019年12月20日，她提出的《停止武裝恐怖分子法》成為《2020年國防授權法》第1228條的一部分，禁止國防部“向恐怖分子提供武器或任何其他形式的支持” 。

## 個人生活
她是一位印度教徒及素食主義者，在宣誓就職時使用《薄伽梵歌》，2014年時她把該書送給了訪美的印度總理莫迪。加巴德患有不孕症，因此不能生孩子。2024年她在一個播客中提到她和丈夫曾嘗試組建家庭，並進行了多次體外人工受精（IVF）手術，但沒有成功。

## 外部連結
- 官方网站 （英文）
- 图尔茜·加巴德的Facebook專頁  （英文）
- 图尔茜·加巴德的X（前Twitter）  （英文）
- 图尔茜·加巴德的Instagram帳戶 （英文）
- C-SPAN內的頁面（英文）
- 图尔茜·加巴德在互联网电影资料库（IMDb）上的資料（英文）